# 阔鞘小芹
阔鞘小芹（学名：Sinocarum vaginatum）为伞形科小芹属的植物，是中国的特有植物。分布在中国大陆的云南、西藏等地，生长于海拔3,200米至4,300米的地区，多生于高山草地及灌丛中，目前尚未由人工引种栽培。